# Município de Hoaglin (condado de Van Wert, Ohio)
O município de Hoaglin (em inglês: Hoaglin Township) é um município localizado no condado de Van Wert no estado estadounidense de Ohio. No ano de 2010 tinha uma população de 662 habitantes e uma densidade populacional de 7,93 pessoas por km².

## Geografia
O município de Hoaglin encontra-se localizado nas coordenadas 40° 56′ 21″ N, 84° 31′ 26″ O. Segundo a Departamento do Censo dos Estados Unidos, o município tem uma superfície total de 83.45 km², da qual 83,39 km² correspondem a terra firme e (0,08 %) 0,06 km² é água.

## Demografia
Segundo o censo de 2010, tinha 662 pessoas residindo no município de Hoaglin. A densidade populacional era de 7,93 hab./km².